# Гендерная лингвистика
Ге́ндерная лингви́стика (лингвистическая гендерология) — научное направление в составе междисциплинарных гендерных исследований, при помощи лингвистического понятийного аппарата изучающее гендер (социокультурный пол, понимаемый как конвенциональный конструкт, относительно автономный от биологического пола).

## Основные сведения
Становление и интенсивное развитие гендерной лингвистики приходится на последние десятилетия XX века, что связано с развитием постмодернистской философии и сменой научной парадигмы в гуманитарных науках.
В самом общем плане гендерная лингвистика изучает две группы вопросов:
- Отражение гендера в языке: номинативную систему, лексикон, синтаксис, категорию рода и ряд сходных объектов. Цель такого подхода состоит в описании и объяснении того, как манифестируется в языке наличие людей разного пола, какие оценки приписываются мужчинам и женщинам и в каких семантических областях они наиболее распространены, какие лингвистические механизмы лежат в основе этого процесса.
- Речевое и в целом коммуникативное поведение мужчин и женщин: исследуется, при помощи каких средств и в каких контекстах конструируется гендер, как влияют на этот процесс социальные факторы и коммуникативная среда (например, Интернет). В этой области до настоящего времени конкурируют теория социокультурного детерминизма и теория биодетерминизма.

С середины девяностых годов XX века в российской гуманитарной науке начинается бурное развитие гендерной лингвистики, связанное с освоением новых теоретических установок. На начальном этапе исследования развивались недифференцированно; в центре внимания учёных находились общеметодологические вопросы.
В последние годы наблюдается разнообразие методологических подходов к изучению гендера, восходящее к различному пониманию его сущности и дискуссиям сторонников био- и социодетерминизма. Особенности гендерного концепта в разных языках и культурах, их несовпадение, а также последствия этого несовпадения в межкультурной коммуникации также представляют интерес для учёных. Полученные в ряде исследований данные позволяют сделать вывод о неравной степени андроцентризма различных языков и культур и различной степени эксплицитности выражения гендера.